# Frieda Gertrud Riess
Frieda Gertrud Riess, conosciuta anche come Die Riess (Czarnków, 21 giugno 1890 – Parigi, prima del 5 luglio 1957) è stata una fotografa tedesca.
Venne considerata la "fotografa sociale di maggior successo della Repubblica di Weimar".

## Biografia
Nata a Czarnikau, all'epoca città dell'impero prussiano, poi diventata polacca col nome di Czarnków. Figlia di Emil e di Selma Schreyer, mercanti ebrei. Dopo la morte del padre, quando la bimba aveva solo otto anni, la madre decise di trasferirsi a Berlino intorno al 1898. Prese per qualche tempo lezioni di scultura da Hugo Lederer ma cambiò idea e si dedicò alla fotografia, iscrivendosi alla scuola tecnica Lette-Verein dal 1913 al 1915, che aveva aperto nel 1890 anche una sezione fotografica diretta da Dankmar Schultz-Hencke. Si trattava, in realtà, di una scuola gestita da una associazione con lo scopo di trovare un'occupazione alle donne provenienti dalla buona borghesia che non potevano accedere alla carriera universitaria o che fossero rimaste sole e non potessero avere una vita dignitosa, sorretta da un lavoro altrettanto dignitoso. Il critico d'arte Kurt Pinthus scrisse che "non è mai stata una studentessa di un grande fotografo" e non sappiamo se dopo la scuola trovò lavoro.
Non conosciamo che cosa fece negli anni seguenti, ma nel 1917 aprì un proprio studio a Berlino. Alcune cronache riportano erroneamente che nel 1918 sposò lo scrittore ed attivista comunista Rudolf Leonhard, ma in quell'anno egli sposò la giornalista e avvocatessa Susanne Köhler (1895–1984). Anche se il matrimonio ebbe vita breve, dopo la separazione e il divorzio dell'anno seguente, nel 1921 nacque il figlio Wolfgang. Nella sua biografia non figura alcun matrimonio con Riess, viene altresì riportato che nel 1927, a Parigi, sposò Yvette Prost (1896-1963). L'unica fonte che cita il matrimonio, collocandolo tra il 1919 e il 1922, è "Das Verbogene Museum" che, però, nella citazione ne parla come di "protocolli dei sogni", quale unica prova.
Molto più realisticamente, e fino a prova contraria, Riess entrò, a partire dal 1918, nella cerchia dei personaggi di spicco frequentati da Leonhard, che le consentirono di accedere nel corso degli anni Venti, come fotografa di talento, ancora con una vago stile pittorialista, nonostante le lusinghe artistiche dell'Art déco e soprattutto della Neues Sehen che paiono ancora lontani dal suo modo di fotografare, al mondo dello spettacolo, degli artisti, della cultura, del cinema, del teatro, della musica e perfino del pugilato, dove eseguì dei nudi di uomini muscolosi. Ella fu la regina del ritratto berlinese, moderna sul piano commerciale ma forse maggiormente convenzionale su quello più strettamente professionale. Dal suo studio passarono i personaggi più in vista tra cui Marc Chagall, André Gide, Gottfried Benn, Joséphine Baker, Paul von Hindenburg, Ernst Lubitsch, Paul Valéry, Margo Lion, Tilla Durieux e tanti altri. Sue immagini uscirono sui più importanti giornali illustrati dell'epoca quali Vogue, Berliner Illustrirten Zeitung, Die Dame ed altre riviste di larga diffusione.
Seppe creare attorno a sé un alone di stima e di crescente e consolidata professionalità, ad esempio, anche grazie alla sua mostra personale presso la "Galerie Flechtheim" del noto mercante d'arte e collezionista Alfred Flechtheim, nel 1925, dove espose 177 ritratti, che divenne un evento sensazionale anche sul piano commerciale. Nel 1929 ebbe l'opportunità di visitare l'Italia. A Rapallo incontrò Luigi Pirandello, mentre a Roma fu ospite di Margherita Sarfatti, amante segreta di Benito Mussolini che fotografò.
Nel 1930 conobbe l'ambasciatore francese a Berlino Pierre de Margerie. Nel 1932 Riess abbandonò il suo studio berlinese per seguire de Margerie, il quale era tornato a Parigi ormai in pensione. Riess mantenne contatti frequenti con gli scrittori Thea Sternheim e Klaus Mann, amici di vecchia data. Col passare degli anni le sue condizioni di salute andarono peggiorando, causate da un malattia con sintomi progressivi di paralisi e che rallentava i suoi movimenti. Nel 1938 aveva cambiato nome e nell'elenco telefonico di Parigi risultava chiamarsi "Riess de Belsine" per mascherare le sue origini ebraiche, aiutata anche dall'ex ambasciatore. Con l'invasione della Francia dei nazisti e la morte di Pierre de Margerie nel 1942 anche Riess si trovò in gravi difficoltà.
I suoi ultimi possedimenti a Berlino furono confiscati nel 1943 mentre l'amica Thea Sternheim riuscì a metterla in contatto con il comitato di soccorso per i deportati nel 1945 e tornò a trovarla due anni dopo. Gli ultimi anni sono abbastanza confusi e le notizie non sono confortate da documentazioni certe. Infatti Thea Sternheim scrive all'editore di Gottfried Benn, Max Niedermayer, che Riess aveva realizzato ottimi ritratti di Benn, ma che non era più in contatto con lei. Il 5 luglio del 1957 ancora Thea scrisse a Niedermayer che Riess era morta e che i quattro ritratti di Gottfried Benn erano ormai andati perduti.